# Mount Schevill
Mount Schevill är ett berg i Antarktis. Det ligger i Västantarktis. Nya Zeeland gör anspråk på området. Toppen på Mount Schevill är 1 995 meter över havet.
Terrängen runt Mount Schevill är huvudsakligen kuperad, men österut är den platt. Trakten är obefolkad. Det finns inga samhällen i närheten.